# Письма от Дьявола
«Письма от Дьявола» (англ. Letters from the Devil) — том, состоящий из более чем 60 статей из таблоидов, написанных Антоном Шандором Лавеем. В книге он отвечает на письма читателей и обсуждает множество тем, начиная с инструкции по приготовлению магических зелий и заканчивая жизнью после смерти. Также в издании присутствуют реклама, статьи и различные карикатуры, публиковавшиеся в оригинальных журналах.